# Valvule du sinus coronaire
La valvule du sinus coronaire (ou valvule de Thebesius) est un repli musculeux entourant partiellement  l'ouverture du sinus coronaire dans l'atrium droit du cœur. 

## Terminologie
Elle tient son nom du médecin allemand Adam Christian Thebesius (en) (1686-1732) qui décrit les valves du sinus coronaire ainsi que les petites veines qui s'ouvrent dans les cavités cardiaques.
La valve de Thébésius, peut être également appelée anneau de Thébésius,

## Structure
La valvule du sinus coronaire est un vestige embryologique de forme généralement semi-lunaire mais sa taille peut varier d'un individu à l'autre et peut être absente.
Elle est constituée de tissu fibreux recouvert d'endocarde.

### Tendon de la valvule de la veine cave inférieure
Le tendon de la valvule de la veine cave inférieure est une continuation de la valvule de la veine cave inférieure et de la valvule du Thebesius. Avec l'ouverture du sinus coronaire et la cuspide septale de la valvule tricuspide, il constitue le triangle de Koch. Le sommet du triangle de Koch est l'emplacement du nœud auriculo-ventriculaire.